# Homodigitalis
Homodigitalis, editado en 2003, es el segundo álbum del grupo español de música electrónica The Lab, después de la edición de Escuchando Imágenes. Homodigitalis fue la banda sonora de la obra audiovisual del mismo nombre creada junto al diseñador gráfico Bernardo Rivavelarde, estrenada el mismo año en la Biblioteca Nacional de Madrid, y que viajó posteriormente por España, Europa y Latinoamérica.
El álbum fue nominado el mismo año a Mejor Álbum de Música Electrónica y Mejor Tema de Música Electrónica (Emotions) en los Premios de la Música 2003.
Homodigitalis está dividido en tres partes: El Cuerpo, La Máquina y El Futuro.

## Versiones
The Lab trabajó conjuntamente en la edición completa, que fue la que se editó en CD, y la edición reducida para la obra audiovisual. La diferencia entre ambas versiones es la duración de la mayoría de los temas, y algunos detalles de postproducción para sincronizar con la imagen de la proyección.
Posteriormente, en 2009 The Lab editó bajo su propio sello TheLabSound una versión remasterizada, junto a una edición gratuita del álbum original, con más de 8000 descargas registradas a través de su web (www.thelabsound.com)

## Producción
Los temas de Homodigitalis fueron compuestos entre los años 1998 a 2003. La mezcla y masterización se realizó en los estudios Axis de Madrid, por Hugo Westerdahl y The Lab entre diciembre de 2002 y enero de 2003.

## Lista de canciones
- Edición estándar:

| N.º | Título                      | Escritor(es)                   | Duración |  |
| 1.  | «Introducción (el cuerpo)»  | José Corredera & Miguel Lázaro | 1:43     |  |
| 2.  | «The beginning»             | José Corredera & Miguel Lázaro | 1:45     |  |
| 3.  | «Targets»                   | José Corredera & Miguel Lázaro | 1:15     |  |
| 4.  | «And i was born»            | José Corredera & Miguel Lázaro | 2:18     |  |
| 5.  | «Emotions»                  | José Corredera & Miguel Lázaro | 3:21     |  |
| 6.  | «La muerte»                 | José Corredera & Miguel Lázaro | 1:24     |  |
| 7.  | «Introducción (la máquina)» | José Corredera & Miguel Lázaro | 1:36     |  |
| 8.  | «I am working»              | José Corredera & Miguel Lázaro | 1:08     |  |
| 9.  | «Engranajes»                | José Corredera & Miguel Lázaro | 4:29     |  |
| 10. | «The Sky»                   | José Corredera & Miguel Lázaro | 3:58     |  |
| 11. | «Reloj»                     | José Corredera & Miguel Lázaro | 1:07     |  |
| 12. | «Simply you (parts 1 & 2)»  | José Corredera & Miguel Lázaro | 5:45     |  |
| 13. | «Introducción (el futuro)»  | José Corredera & Miguel Lázaro | 3:00     |  |
| 14. | «The noise»                 | José Corredera & Miguel Lázaro | 4:42     |  |
| 15. | «The colours»               | José Corredera & Miguel Lázaro | 3:17     |  |
| 16. | «The videogame»             | José Corredera & Miguel Lázaro | 2:25     |  |
| 17. | «Walking heads»             | José Corredera & Miguel Lázaro | 1:52     |  |
| 18. | «Life Lab»                  | José Corredera & Miguel Lázaro | 7:38     |  |

- Re-edición 2009:

| N.º | Título              | Escritor(es)                   | Duración |  |
| 19. | «Into the life lab» | José Corredera & Miguel Lázaro | 2:34     |  |